# Gerhard Bosse

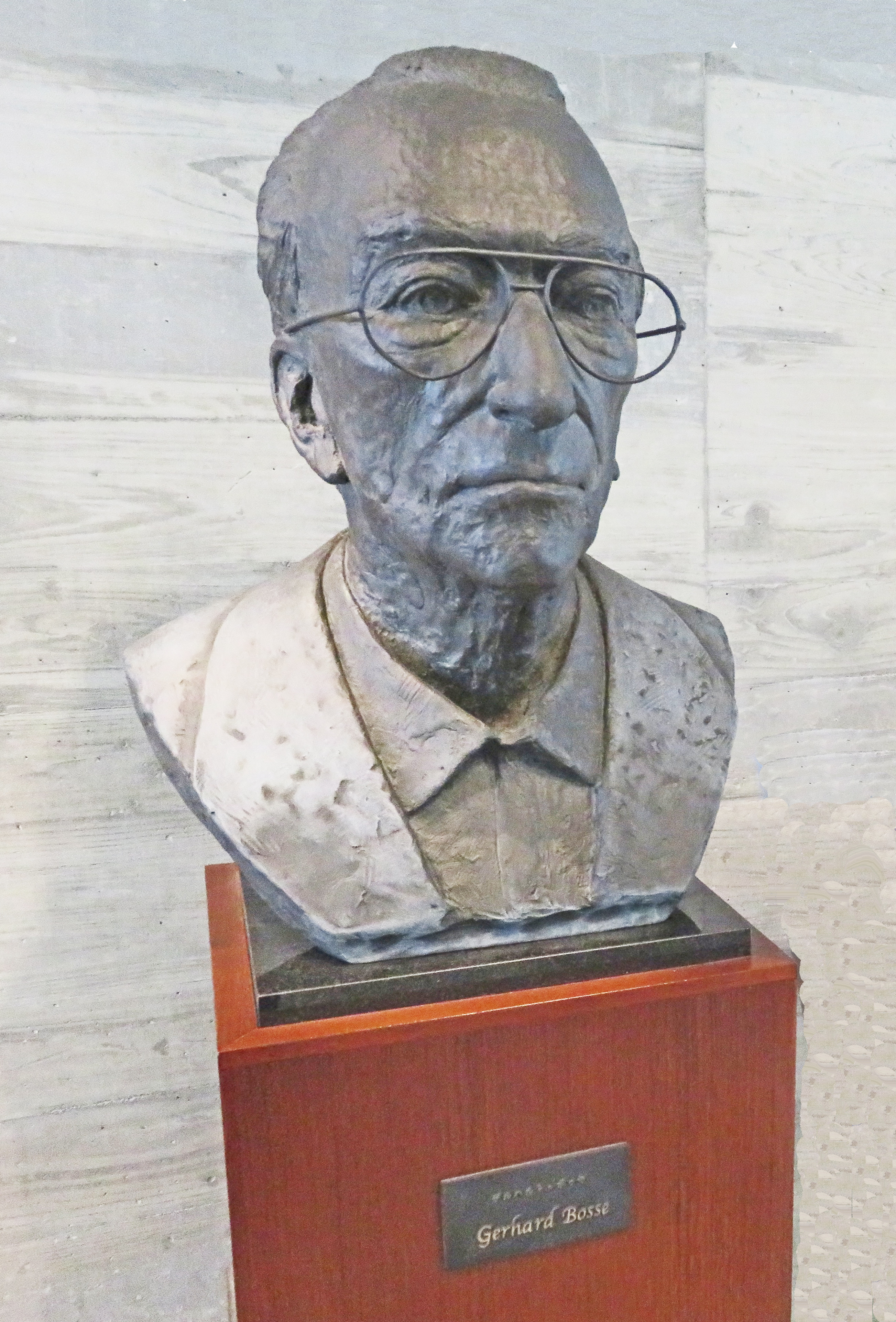
Büste von Gerhard Bosse im Gebäude der Miyama Concert Hall (2023)

Gerhard Bosse (* 23. Januar 1922 in Wurzen; † 1. Februar 2012 in Takatsuki, Japan) war ein deutscher Geiger und Dirigent.

## Leben
Gerhard Bosse war Sohn des Militärmusikers Oskar Bosse (1893–1979) und wuchs in Greiz auf. Mit sechs Jahren erhielt er seinen ersten Violinunterricht bei seinem Vater. Ab 1930 wurde er vom Konzertmeister der Reußischen Hofkapelle unterwiesen. Er ging 1936 nach Leipzig und erhielt bei Edgar Wollgandt Unterricht. Nach dem Abitur 1940 studierte er Violine bei Walther Davisson am Leipziger Konservatorium. Schon während des Studiums war er als Substitut beim Gewandhausorchester engagiert. 1943 wurde er ins Reichs-Bruckner-Orchester in Linz berufen und spielte unter Dirigenten wie Karl Böhm, Wilhelm Furtwängler, Carl Schuricht, Herbert von Karajan, Oswald Kabasta und Joseph Keilberth. Außerdem studierte er Gesang am Linzer Konservatorium.
Von 1948 bis 1951 war er Konzertmeister im Kleinen Rundfunkorchester Weimar. Im Jahr 1949 wurde Bosse Professor an der Hochschule für Musik Franz Liszt Weimar und 1951 Erster Konzertmeister des Rundfunk-Sinfonieorchesters Leipzig unter Hermann Abendroth. Außerdem erhielt er eine Professur an der Leipziger Musikhochschule. Von 1955 bis 1987 war Bosse Konzertmeister des Gewandhausorchesters unter den Dirigenten Franz Konwitschny, Václav Neumann und Kurt Masur. Von 1955 bis 1977 war er Primarius des Gewandhaus-Quartetts. 1963 gründete Bosse das Bachorchester des Gewandhauses Leipzig, welches er selbst bis 1987 leitete.

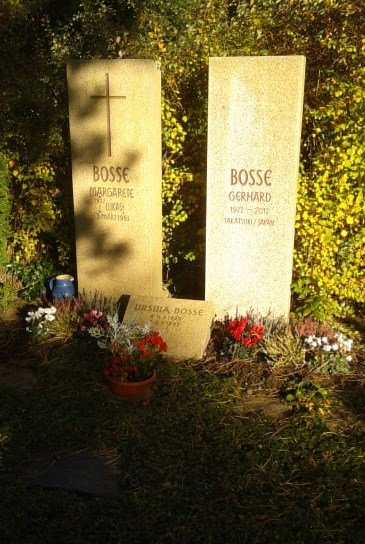
Grabstein für Gerhard Bosse und Angehörige auf dem Südfriedhof in Leipzig

Schon lange künstlerisch mit Japan verbunden, gründete Bosse 1980 das Internationale Musikfestival Kirishima in Japan. Außerdem war er Gastdirigent des Neuen Philharmonieorchesters Japan und Gastprofessor an der Tokyo University of the Arts. 2000 wurde er Musikdirektor des Kobe City Chamber Orchestra und zwei Jahre später Berater des Neuen Philharmonieorchesters Japan.
Seit 2000 lebte er mit seiner dritten Ehefrau Michiko in Takatsuki.

## Schüler
Zu seinem großen Schülerkreis gehören u. a. Hans-Christian Bartel, Dietmar Hallmann und Karl Suske.

## Ehrungen, Preise und Auszeichnungen
- Nationalpreis der DDR für Kunst und Literatur, III. Klasse im Kollektiv Gewandhaus-Quartett (1962)
- Arthur-Nikisch-Preis (1972)
- Vaterländischer Verdienstorden in Silber (1972)
- Vaterländischer Verdienstorden in Gold (1974)
- Kunstpreis der Stadt Leipzig (1980)
- Nationalpreis der DDR für Kunst und Literatur, II. Klasse (1986)
- Bundesverdienstkreuz 1. Klasse (1998)
- Kobe City Cultural Award (2005, 2008)
- ExxonMobil Music Award (2008)
- Ehrenmitglied des Gewandhausorchesters (2011)